# Down with the Sickness
"Down with the Sickness" é uma canção da banda norte-americana de heavy metal Disturbed, lançado no álbum de estreia do grupo, The Sickness. Ela é uma das mais conhecidas canções da banda, estando presente em todos os concertos. Normalmente, encerra os shows do grupo. "Down with the Sickness" foi o primeiro single da banda a receber a certificação de disco de platina nos Estados Unidos, pela RIAA.
Um videoclipe composto por imagens de concertos ao vivo foi produzido para a canção. O vídeo da música exclui o "abuso" do segmento, como faz a edição de rádio da música.
Também possui um grito staccato apelidado de "icônico" do vocalista David Draiman, no final da introdução. O grito reaparece durante toda a música. O agora famoso ruído "Ooh-wah-ah-ah-ah" foi inspirado por eles (tal como explicado no documentário Decade of Disturbed) durante uma visita a um jardim zoológico de Chicago.

## Significado
A canção relata uma história de um garoto que é vítima de abuso físico por sua própria mãe.

## Na mídia
A música tem sido utilizada muitas vezes como música de entrada nas competições esportivas. Exemplos disso são as equipes de futebol profissionais Rutgers Scarlet Knights, Delaware Blue Hens e Houston Texans, além de alguns lutadores profissionais de MMA, como Steve Cantwell, Mark Bocek e Rousimar Palhares nos diversos eventos de Ultimate Fighting Championship.
A música também está incluída na trilha sonora do filme A Rainha dos Condenados (2002). É apresentada também no Rock Band 2, no Beatstar na categoria "Difícil" e como parte da biblioteca de conteúdo para download do Guitar Hero 5 (ambos com o "abuso" de segmento intacto, no entanto todos os palavrões foram retirados), e tocada com acompanhamento de piano por Richard Cheese ao longo do filme e durante os créditos finais de Madrugada dos Mortos (2004). Também foi usada no primeiro episódio da décima primeira temporada de South Park. "Down with Sickness" também foi utilizado como tema de abertura de Paranormal Challenge, programa do Travel Channel.
| Ano  | Single                   | Parada                 | Posição |
| ---- | ------------------------ | ---------------------- | ------- |
| 2000 | "Down with the Sickness" | Mainstream Rock Tracks | 5       |
| 2000 | "Down with the Sickness" | Modern Rock Tracks     | 8       |

## Créditos
- David Draiman - vocal
- Dan Donegan - guitarras, teclado eletrônico
- Steve Kmak - baixo elétrico
- Mike Wengren - bateria, percussão